# بيرني غرانت
بيرني غرانت (بالإنجليزية: Bernie Grant)‏ هو نقابي وسياسي بريطاني، ولد في 17 فبراير 1944 في جورج تاون في غيانا، وتوفي في 8 أبريل 2000 في لندن في المملكة المتحدة. حزبياً، نشط في حزب العمال. في الانتخابات العمومية للمملكة المتحدة 1987 ‏، انتخب عضو البرلمان الخمسون للمملكة المتحدة عن دائرة توتنهام خلال فترته النيابية ‏ (11 يونيو 1987 – 16 مارس 1992) وفي الانتخابات العامة في المملكة المتحدة 1992 ‏، انتخب عضو البرلمان الحادي والخمسون للمملكة المتحدة عن دائرة توتنهام خلال فترته النيابية ‏ (9 أبريل 1992 – 8 أبريل 1997) وفي الانتخابات العامة في المملكة المتحدة 1997 ‏، انتخب عضو البرلمان الثاني والخمسون للمملكة المتحدة عن دائرة توتنهام وقد انضم خلال فترته النيابية ‏ (1 مايو 1997 – ) للكتلة البرلمانية حزب العمال.